# Arian Salimi
Arian Salimi (in persiano آرین سلیمی‎; Kermanshah, 16 dicembre 2003) è un taekwondoka iraniano, campione olimpico a Parigi 2024 nella categoria oltre gli 80 kg.

## Palmarès
- Giochi olimpici

Parigi 2024: oro nei +80 kg
- Mondiali

Baku 2023: bronzo negli 87 kg.
- Campionati asiatici

Da Nang 2024: argento nei +80 kg.
- Giochi asiatici

Hangzhou 2022: oro nei +87 kg.
- Giochi mondiali universitari

Chengdu 2021: argento negli 80 kg.